# فرودگاه صحرایی پوتوماک
 فرودگاه صحرایی پوتوماک (به انگلیسی: Potomac Airfield) یک فرودگاه همگانی پایگاه هوایی است که یک باند فرود آسفالت دارد و طول باند آن ۸۱۲ متر است. این فرودگاه در کشور ایالات متحده آمریکا قرار دارد و در ارتفاع ۳۶ متری از سطح دریا واقع شده است.